# الكانتونية (السمك المملح)

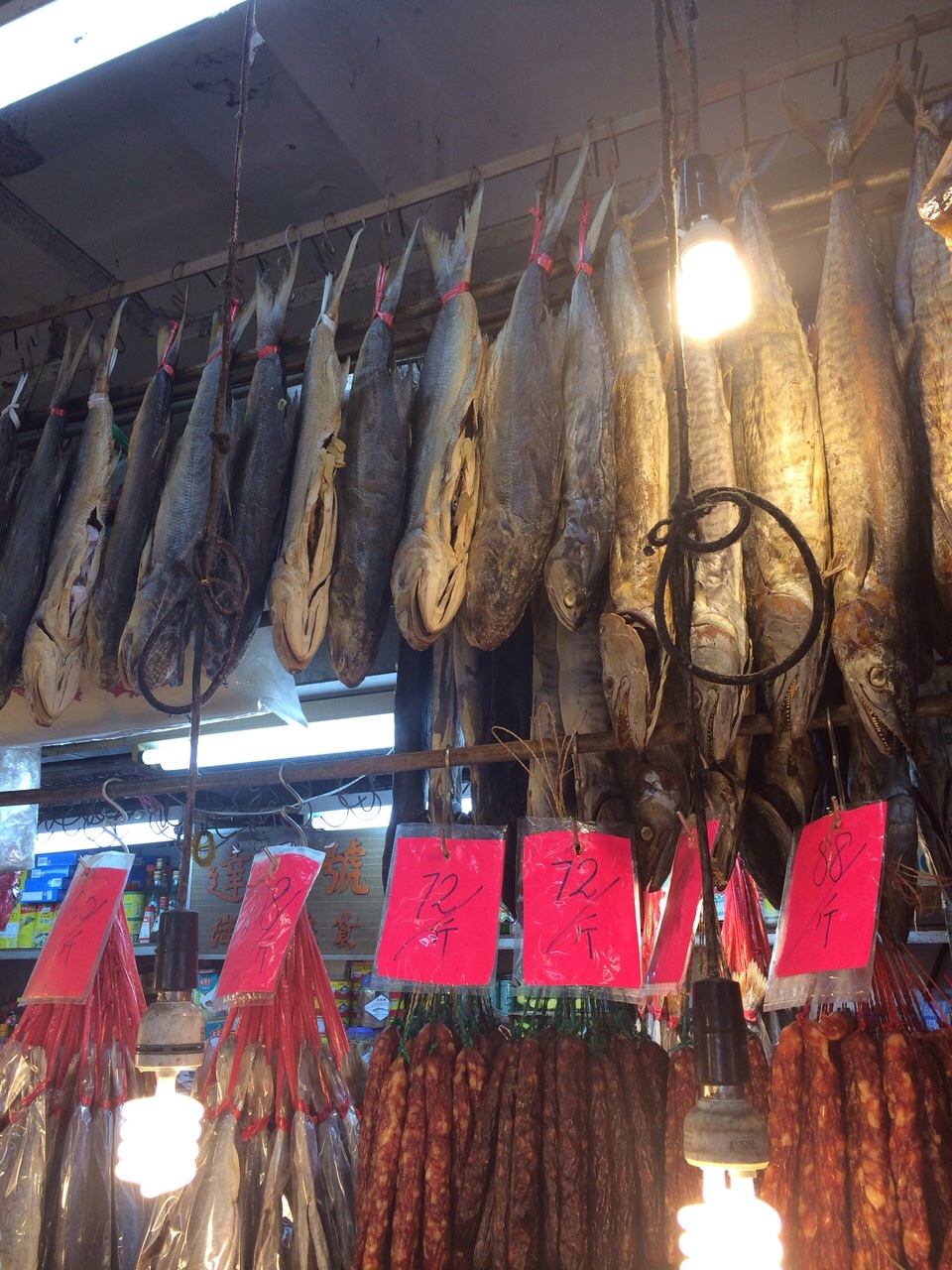

## تعريف عنه
يعرف باسم «السمك المالح»، هو غذاء صينى تقليدى من مقاطعة قوانغدونغ. إنها سمكة تحفظ أو تعالج بالملح، وكانت غذاء أساسيا في جنوب الصين. فقد اكتسبت تاريخيا لقب «طعام الرجل المسكين»، حيث أن سلامتها المفرطة مفيدة في إضافة التنوع إلى العشاء المبسط القائم على الأرز. لقد أصبح مسمى «طعام الرجل المسكين» صحيحا بشكل مثير للسخرية، حيث أنه مدرج على قائمة المجموعة 1 المعروفة من المواد المسرطنة، ولكن تم الاشتباه فيه ودراسته بسبب علاقاته بالسرطان في بداية الستينات بسبب إرتفاع معدل الإصابة بسرطان الأنفية، وهو نوع نادر للغاية من السرطان وسرطان الرأس يعرف الآن أنه مرتبط باستهلاك كبير لنمط الكانتوني من السمك المملح. وبسبب انتشار المرض بشكل غير طبيعي في جنوب الصين، حيث سجلت مقاطعة دونغ وهونج كونج بعض من أعلى الإصابات في العالم، أطلق عليه اسم «سرطان الكانتونية».

## تاريخه
```
ومنذ بدايات القرن الخامس عشر كانت الصين تكافح اقتصاديا. وحتى المدن المتقدمة نسبيا مثل 
غوانجو
 كان عدد سكانها كبيرا من دون القدرة على الوصول إلى أي نوع من أنواع حفظ الأطعمة. وللتغلب على تعفن لحوم درجات الحرارة في الغرف، أصبح هناك عدد من الطرق الشائعة، مثل 
التعليب
 
والملح
. ولكن مقاطعة 
غوانغدونغ
 الساحلية تضم الأسماك كمصدر رئيس للغذاء. وهكذا ركزت جهود حفظ الأغذية في المقام الأول على الأسماك، وأدى التقارب في نهاية المطاف بين هذه التقنيات إلى ظهور الطبق.
[
1
]
[
2
]
```

## بلدان تحتضنه
ويمكن إعداد مجموعة واسعة من أنواع الأسماك كأسماك مالحة كانتون. وأشهر هذه البلدان هي إيليوثرونيما تترادكاتيلوم وأليشا لونغاتا. ويمكن أيضا استخدام أنواع أخرى من الأسماك، مثل (Cloudociaena crocea) و (Bahba taipenginsis).

## بعض طرق اعداده
لا تحتاج الأسماك المملحة 實 (肉) إلى التعمية، فهي تعد بالأمواج ثم بتجفيف مباشر للشمس والرياح. وعادة ما تستخدم الأسماك ذات الأجسام الضئيلة مثل أليشا لونغاتا لإعداد شيي روو. وعلى عكس سمك ميي شيان المالح، يمكن ان يؤكل شيوي روو غير المصحوبين مباشرة بعد التفرخ أو التبخير..
وفي تاي أو، تعد طريقة الترشح العمودي الطريقة الأكثر شعبية لإعداد الأسماك المملحة. بهذه الطريقة، يتم حقن أسماك مثل إليشا لونغاتا ومايو أولا ثم تُغسل. ثم توضع السمكة التي تم تنظيفها عموديا في كومة من الملح. تحت الجاذبية، حيث يمكن لعصير السمك أن ينساب من فم السمك المملح. بهذه الطريقة، يمكن حفظ االسمك المملح جافًا قدر الإمكان.

## بعض الأكلات
أرز مسلوق بسمك مالح. يتم وضع قطعة من السمك المالح على الأرز المغلي أثناء الطبخ، والبخار من الأرز يطبخ السمك أيضا. وبمجرد انتهاء الأرز من الطبخ يتم تمزيق السمكة بطرف زوج من عيدان الطعام، يتم إزالة العظام ومزج اللحم مع الأرز. اللحم المفروم مع سمك مالح طبق شائع جدا بين المطاعم المحلية وبعض المطاعم السلسلية. وهو أيضا طبق منزلي شائع جدا.
أرز مقلي الدجاج والأسماك المملح هو طبق أرز مقلي مع الدجاج والأسماك المملحة. معظم أدوات «تشاان» لديها هذا الطبق وهو شائع بين السكان المحليين.
كعكة السمك المملح ويعد صبون السمك المملح الصحن المفضل لدى امبراطور كانغشى اسرة تشينغ. انه نوع من الباوزي (المربى الصيني) مع ملء شرائح لحم الخنزير والسمك المملح.
رأس السمك المملح مع حساء البيانكورد وتتضمن مكونات هذا الحساء الزنجبيل والأسماك المملح والبندل.

## المرجع الثقافي

### الموسيقى
أغنية مشهورة بعنوان «بلا منا» للفنان جورج لام من هونغ كونغ، لها خط متعلق بالأسماك المملحة. وحتى السمك المالح وتشوي باك سيذوقان طعم الخير حقا. وبما ان السمك المملح هو الطبق الرمزي للفقراء، فإن هذا الخط يلمح إلى انه مع المحبة حتى حياة بسيطة ومتواضعة تكفي.

### أفلام
يشير فيلم شاولين لكرة القدم، ذو الشعبية الكبيرة في هونج كونج، إلى الأسماك المالحة في الخط،
«إذا لم يكن لدينا أي أحلام في الحياة، سنبدو كالسمكة المملحة».
أصبح هذا الخط شائعا في هونج كونج، وكان مخطئا لأنه مقولة صينية تقليدية، حتى أنه أستشهد بها في مطبوعات على هذا النحو.

### اللغة
ويشار إلى الجثث عامية الكانتونية باسم الأسماك المملحة، وعدد من العبارات الأخرى مستمدة من هذا الاستخدام. مصطلح عامى لشيء يتم حفظه أو إحيائه عندما يبدو أنه يموت أو لديه فرصة ضئيلة للبقاء هو haam yu faan saang حرفياً، سمكة مملحة تعود إلى الحياة. كما أنها تستخدم لوصف شخص أو منظمة تقوم بالعودة بعد حدث يكون عادة نهاية للمهنة. هي لغة عامية مما يعني أن «أولئك الذين يأكلون الأسماك المملحة يجب أن يتحملوا العطش»؛ هذه لغة عامية شائعة لإخبار الناس بأن عليهم تحمل نتائج أفعالهم.